# Notre-Dame-de-Blagny
Pour les articles homonymes, voir Blagny.
Notre-Dame-de-Blagny est une ancienne commune française du département du Calvados. 
En 1831, la commune est supprimée et rattachée, avec La Haye-Piquenot et Rieu, à Baynes, commune également supprimée en 1965 et intégrée à Sainte-Marguerite-d'Elle.

## Démographie
| 1793 | 1800 | 1806 | 1821 | 1831 |
| ---- | ---- | ---- | ---- | ---- |
| 123  | 99   | 122  | 108  | 126  |